# Serjania pterarthra
Serjania pterarthra là một loài thực vật có hoa trong họ Bồ hòn. Loài này được Standl. miêu tả khoa học đầu tiên năm 1935.